# Englerophytum magalismontanum
Englerophytum magalismontanum (Sond.) T.D.Penn., es un árbol siempreverde que usualmente crece en lugares rocosos, con una amplia distribución desde el norte de KwaZulu-Natal a lo largo de la costa este y hacia el interior, hacia al norte hasta África tropical.
Perteneciente a la familia Sapotaceae la cual tiene alrededor de 35 géneros y 600 especies, la mayor parte de los árboles tienen hojas coriáceas, enteras y se encuentran en el trópico y el subtrópico, rico en látex y produce substancias como gutapercha y balatá.

## Descripción
E. magalismontanum en varias veces del pasado fue conocida con los nombres de Bequaertiodendron magalismontanum, Pouteria magalismontana y Chrysophyllum magalismontanum – el nombre específico se refiere a Magaliesberg desde donde la especie fue por primera vez descrita. Este árbol es usualmente conocido por su nombre afrikáans stamvrug ("fruto de tallo") el cual se refiere a su hábito de dar frutos densamente agrupados en el tronco y ramas gruesas, una característica común de esta familia. Los frutos son sabrosos y dulces con una carne un poco rosa, ricos en látex y de piel coriácea.  La semilla es grande, lisa y dura, cubierta con una membrana suave. Las flores están similarmente amontonadas en tronco y las ramas, y huelen fuertemente a miel fermentándose. Las flores son bisexuales.
Los árboles stamvrug en la madurez pueden variar de 1 metro de alto en laderas de declive expuestas con poco suelo y predispuestas a atrofiarse por el fuego, a aproximadamente 15 metros en el abrigo de las gargantas con suficiente agua y suelo profundo. Las copas son densamente frondosas y redondeadas, con las hojas amontonadas en los extremos de las ramas, densamente cubierto por vellos café-dorados en el haz y con un indumento en el envés. Cercanamente relacionada con  Englerophytum natalense (Sond.) T.D.Penn. y Mimusops zeyheri Sond. Y con frecuencia en asociación con este último. Éste árbol crece muy comúnmente alrededor de  Magaliesberg . La especie es comida larval por la mariposa Pseudacraea boisduvalii trimeni

## Sinonimia
- Chrysophyllum magalismontanum Sond., Linnaea 23: 72 (1850).
- Pachystela magalismontana (Sond.) Lecomte, Bull. Mus. Natl. Hist. Nat. 25: 194 (1919).
- Zeyherella magalismontana (Sond.) Aubrév. & Pellegr., Bull. Soc. Bot. France 105: 37 (1958).
- Bequaertiodendron magalismontanum (Sond.) Heine & J.H.Hemsl., Kew Bull. 14: 307 (1960).
- Pouteria magalismontana (Sond.) A.Meeuse, Bothalia 7: 335 (1960).
- Chrysophyllum argyrophyllum Hiern, Cat. Afr. Pl. 1: 641 (1898).
- Chrysophyllum antunesii Engl., Bot. Jahrb. Syst. 32: 137 (1902).
- Sideroxylon randii S.Moore, J. Bot. 41: 402 (1903).
- Chrysophyllum carvalhoi Engl., Monogr. Afrik. Pflanzen-Fam. 8: 47 (1904).
- Chrysophyllum wilmsii Engl., Monogr. Afrik. Pflanzen-Fam. 8: 46 (1904).
- Chrysophyllum mohorense Engl., Bot. Jahrb. Syst. 38: 100 (1905).
- Pachystela antunesii (Engl.) Lecomte, Bull. Mus. Natl. Hist. Nat. 25: 189 (1919).
- Pachystela argyrophylla (Hiern) Lecomte, Bull. Mus. Natl. Hist. Nat. 25: 192 (1919).
- Chrysophyllum gossweileri De Wild., Pl. Bequaert. 4: 130 (1926).
- Chrysophyllum lujae De Wild., Pl. Bequaert. 4: 133 (1926).
- Pouteria antunesii (Engl.) Baehni, Candollea 9: 321 (1942).
- Boivinella argyrophylla (Hiern) Aubrév. & Pellegr., Bull. Soc. Bot. France 105: 37 (1958).
- Boivinella wilmsii (Engl.) Aubrév. & Pellegr., Bull. Soc. Bot. France 105: 37 (1958).
- Neoboivinella argyrophylla (Hiern) Aubrév. & Pellegr., Bull. Soc. Bot. France 106: 23 (1959).
- Neoboivinella wilmsii (Engl.) Aubrév. & Pellegr., Bull. Soc. Bot. France 106: 23 (1959).
- Zeyherella gossweileri (De Wild.) Aubrév. & Pellegr., Notul. Syst. (Paris) 16: 257 (1961).
- Neoboivinella gossweileri (De Wild.) Liben, Bull. Jard. Bot. Natl. Belg. 60: 288 (1990).[1][2]

## Galería

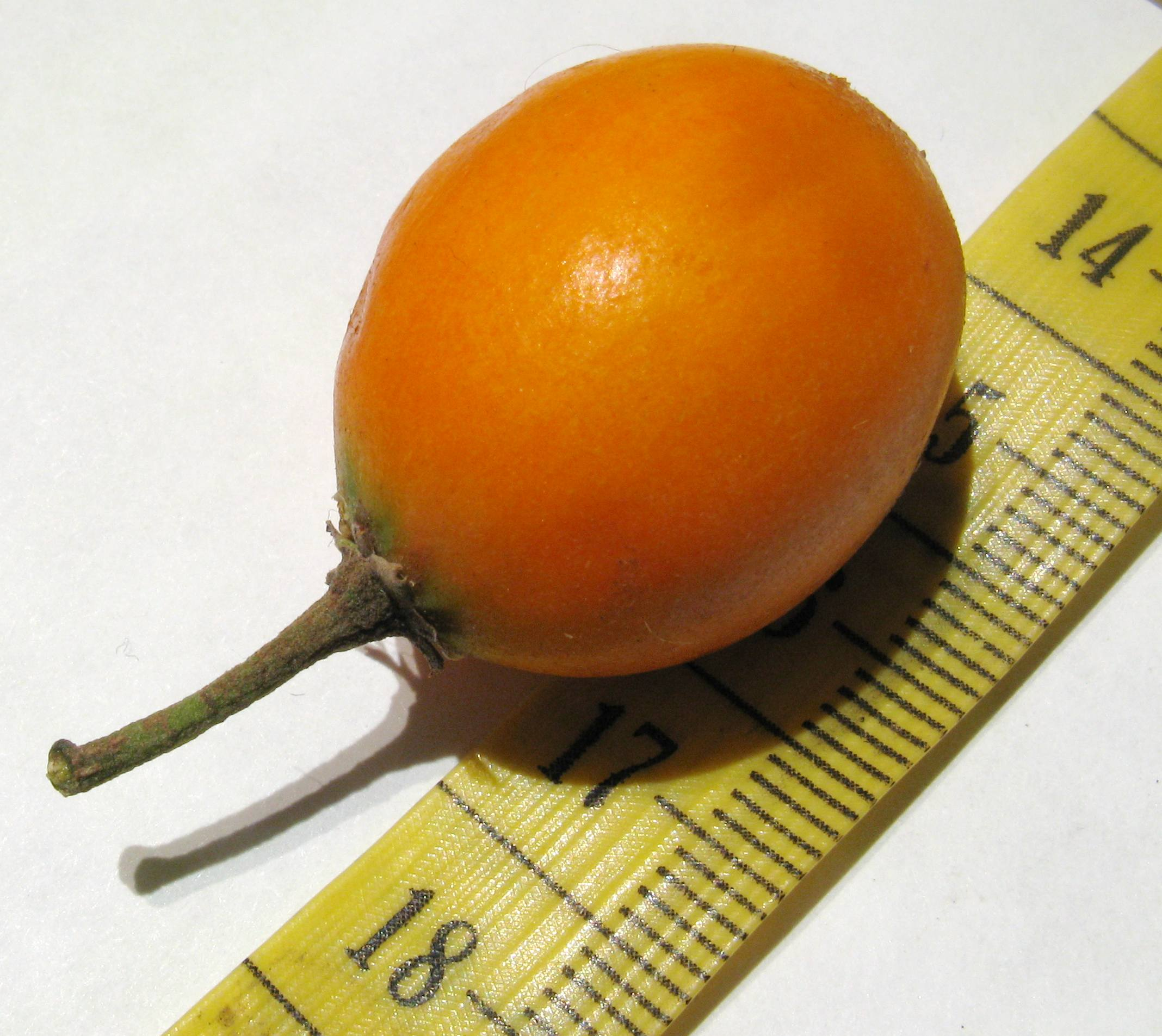
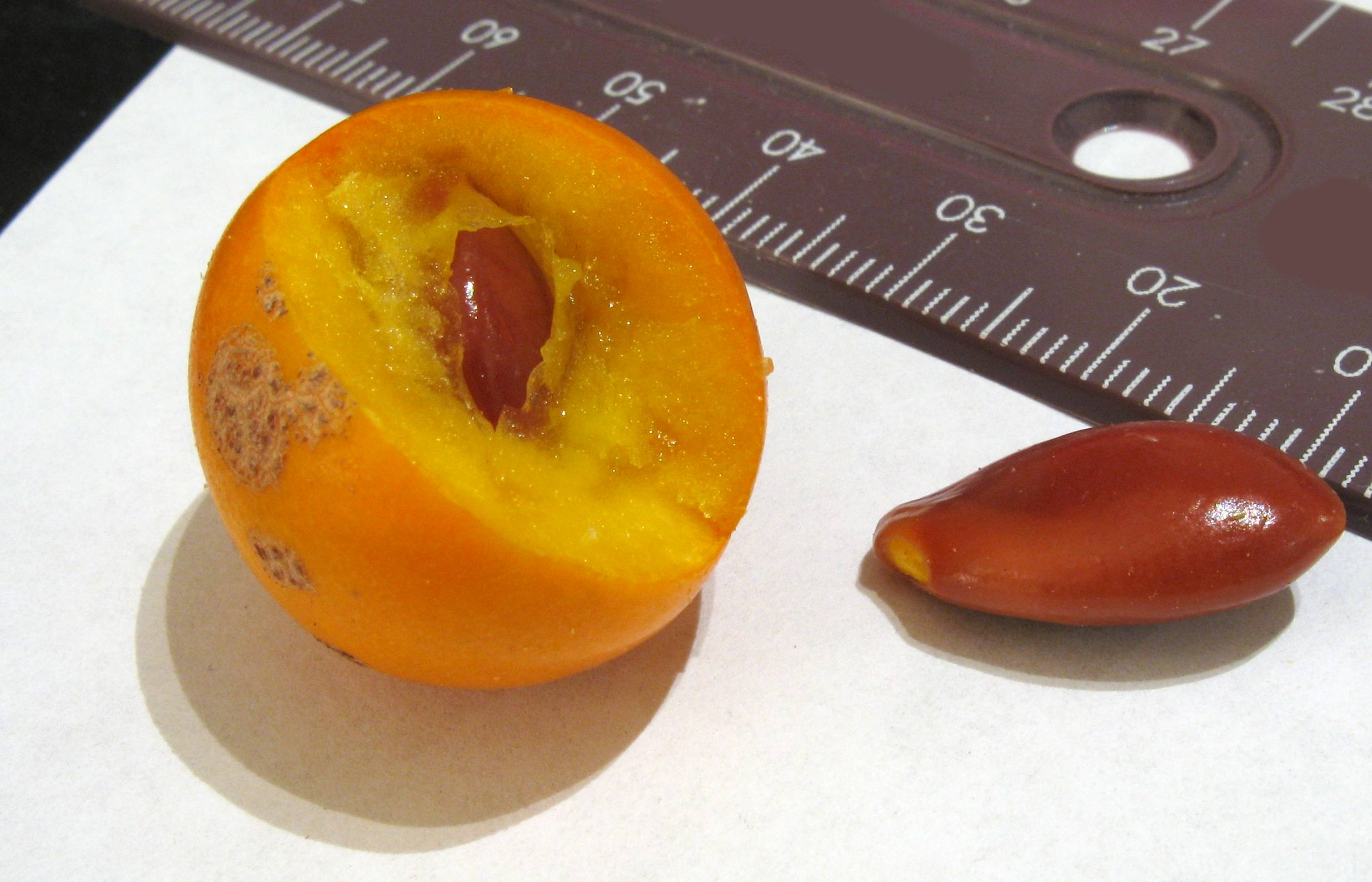